# Scuticaria hadwenii
Scuticaria hadwenii är en orkidéart som först beskrevs av John Lindley, och fick sitt nu gällande namn av Jules Émile Planchon. Scuticaria hadwenii ingår i släktet Scuticaria och familjen orkidéer.

## Underarter
Arten delas in i följande underarter:
- S. h. dogsonii
- S. h. hadwenii

## Bildgalleri

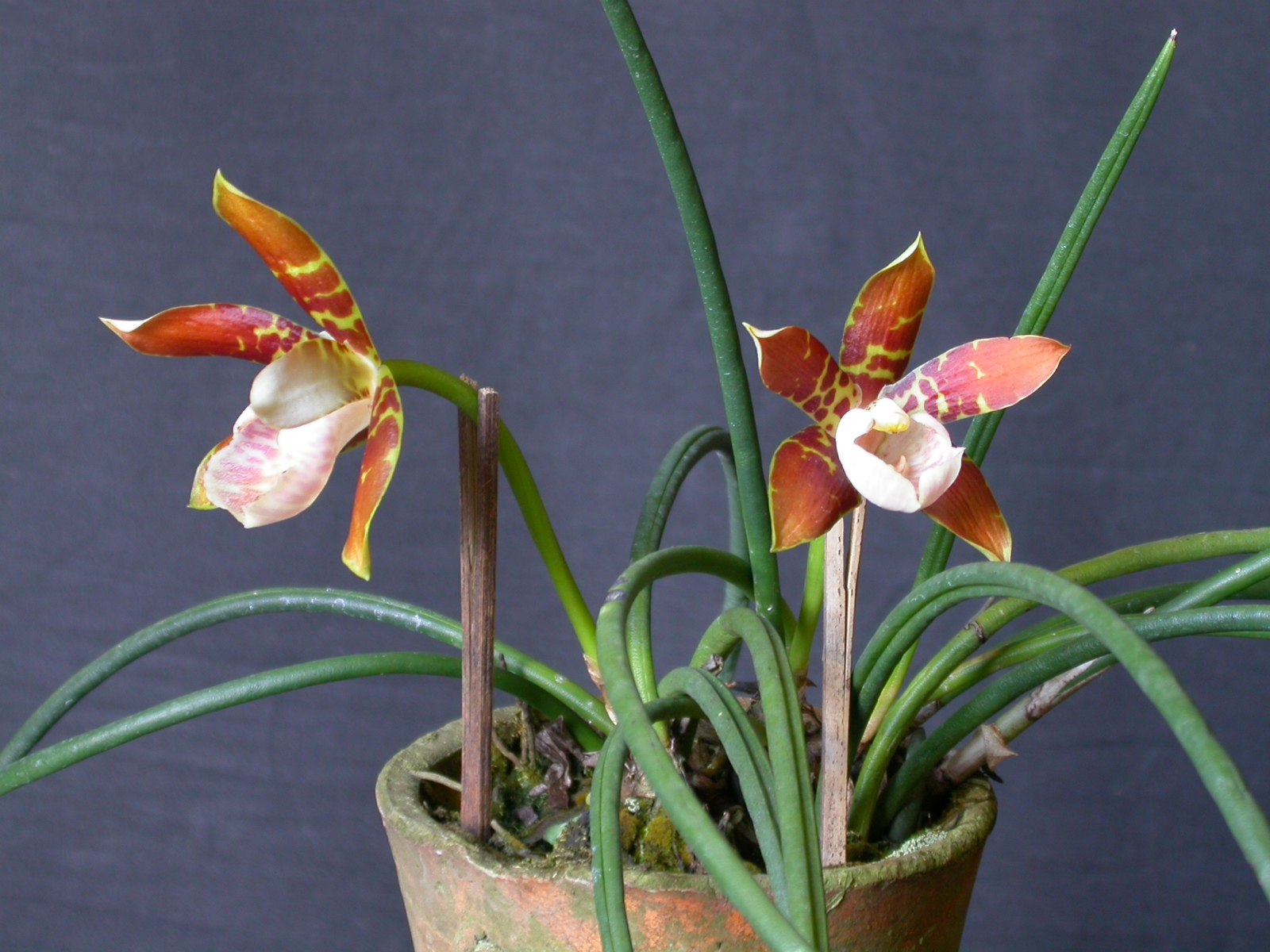
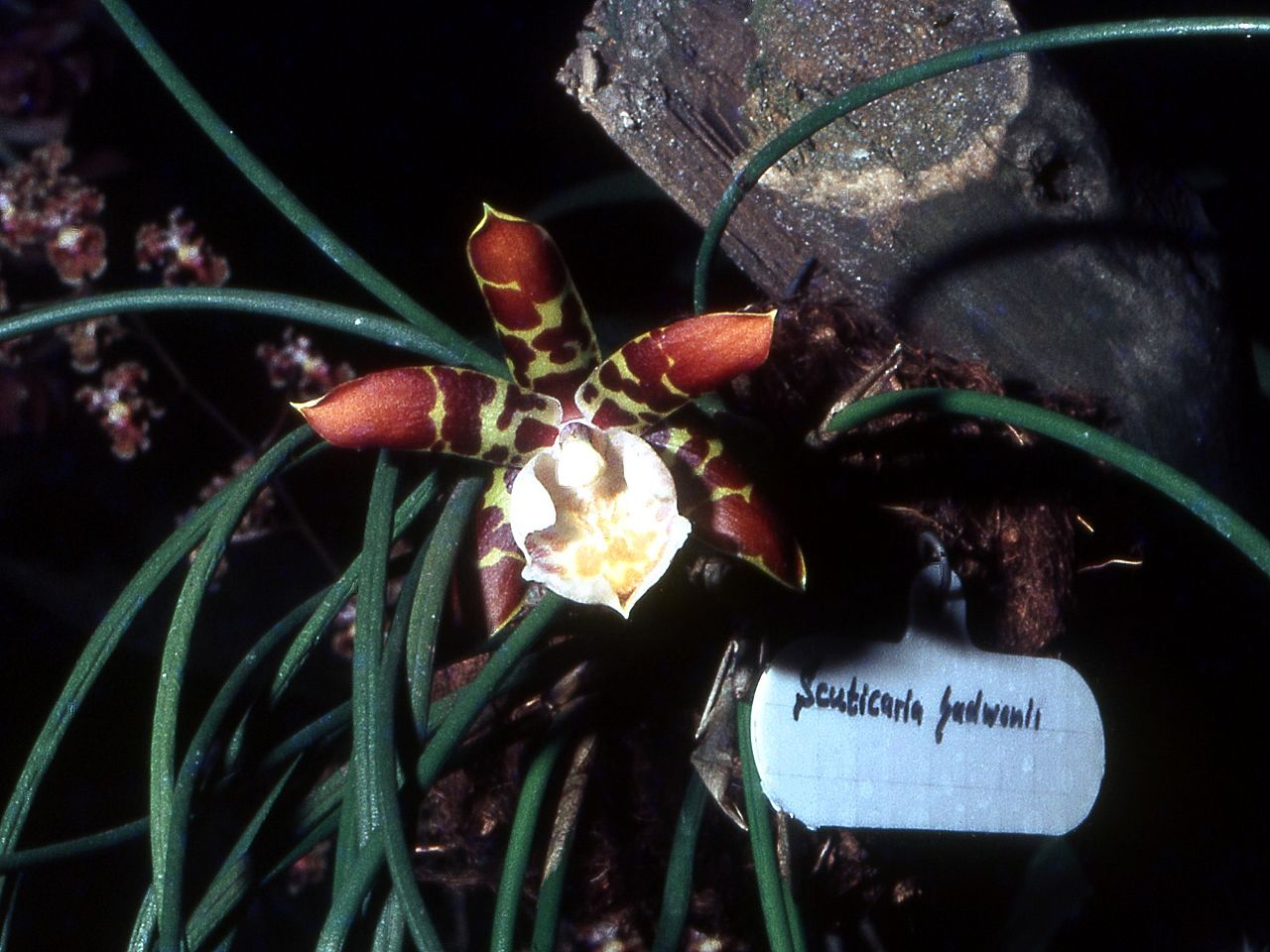
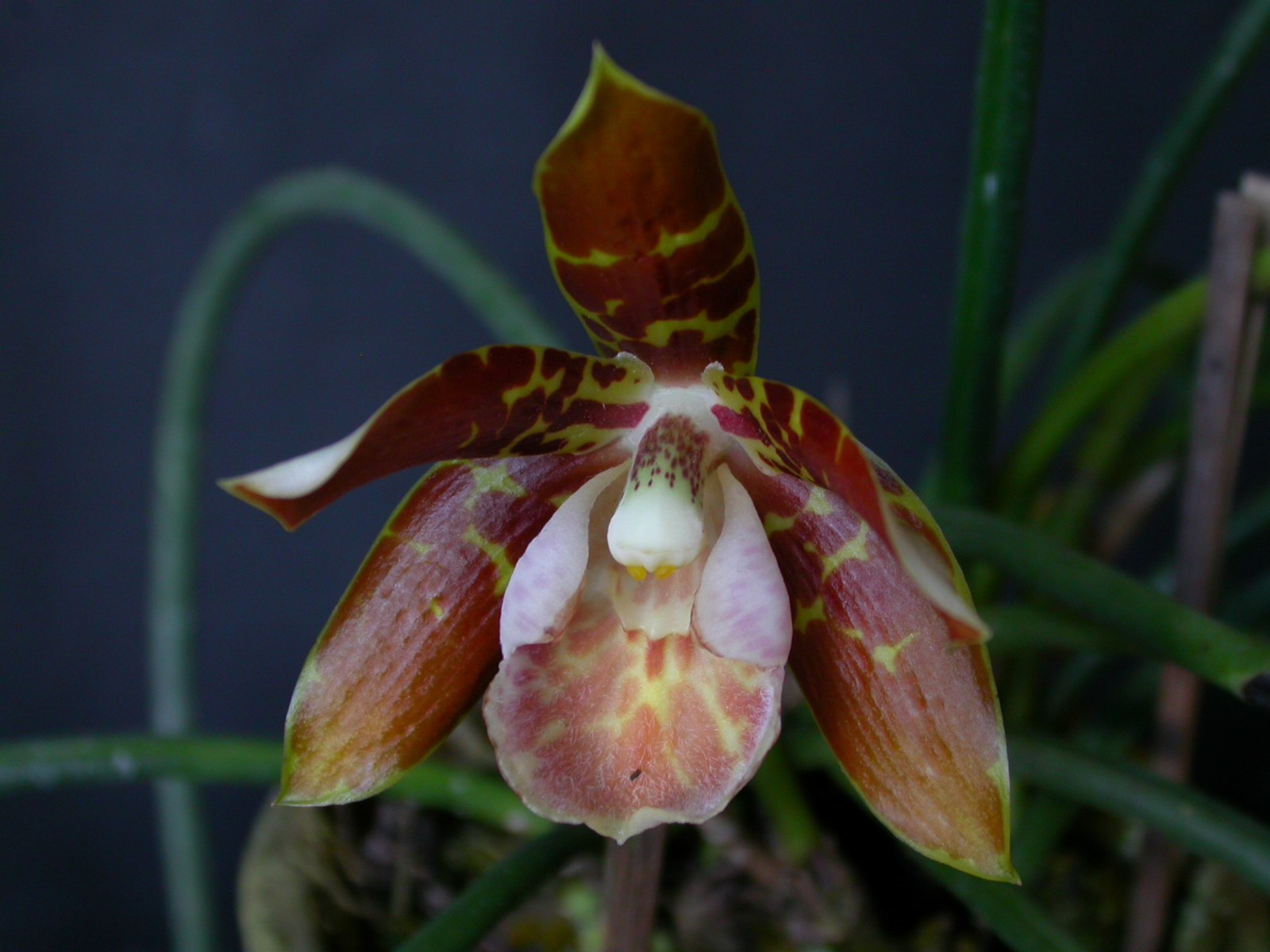
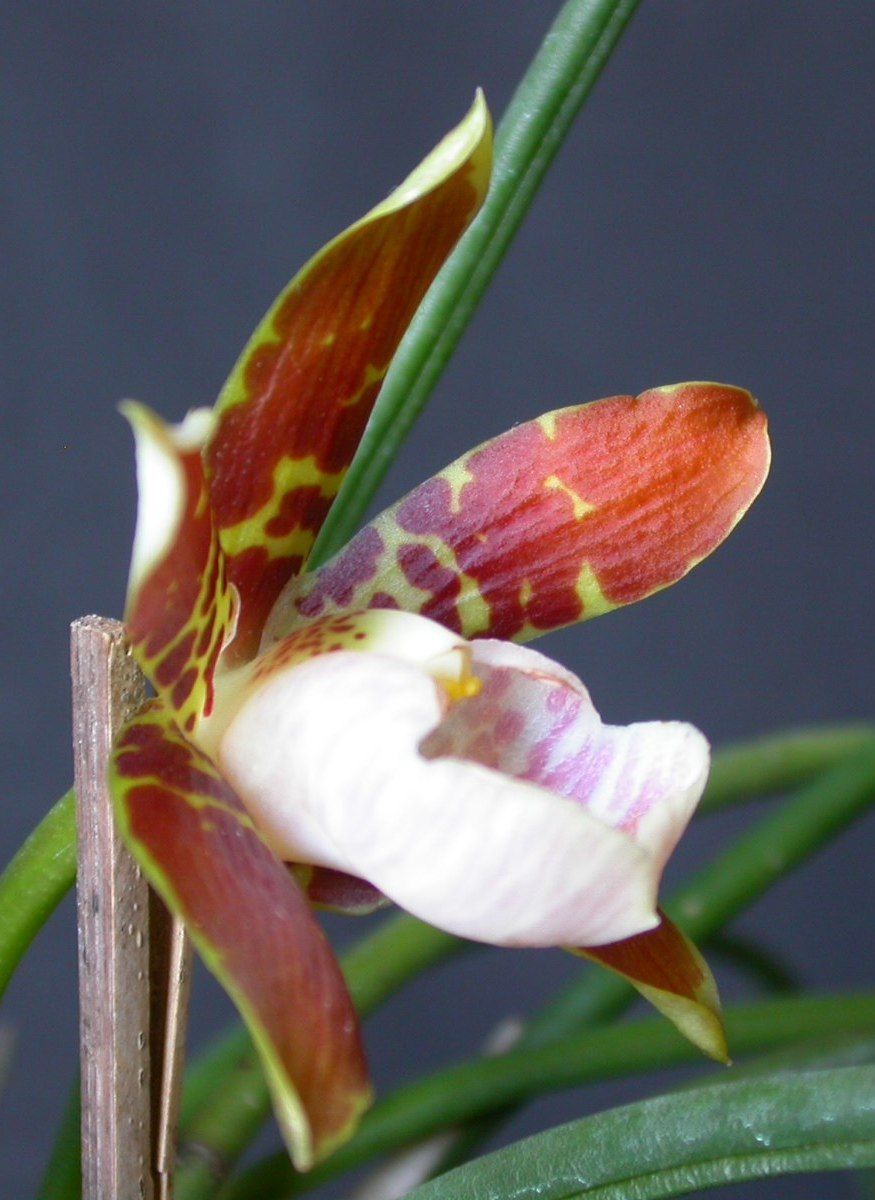
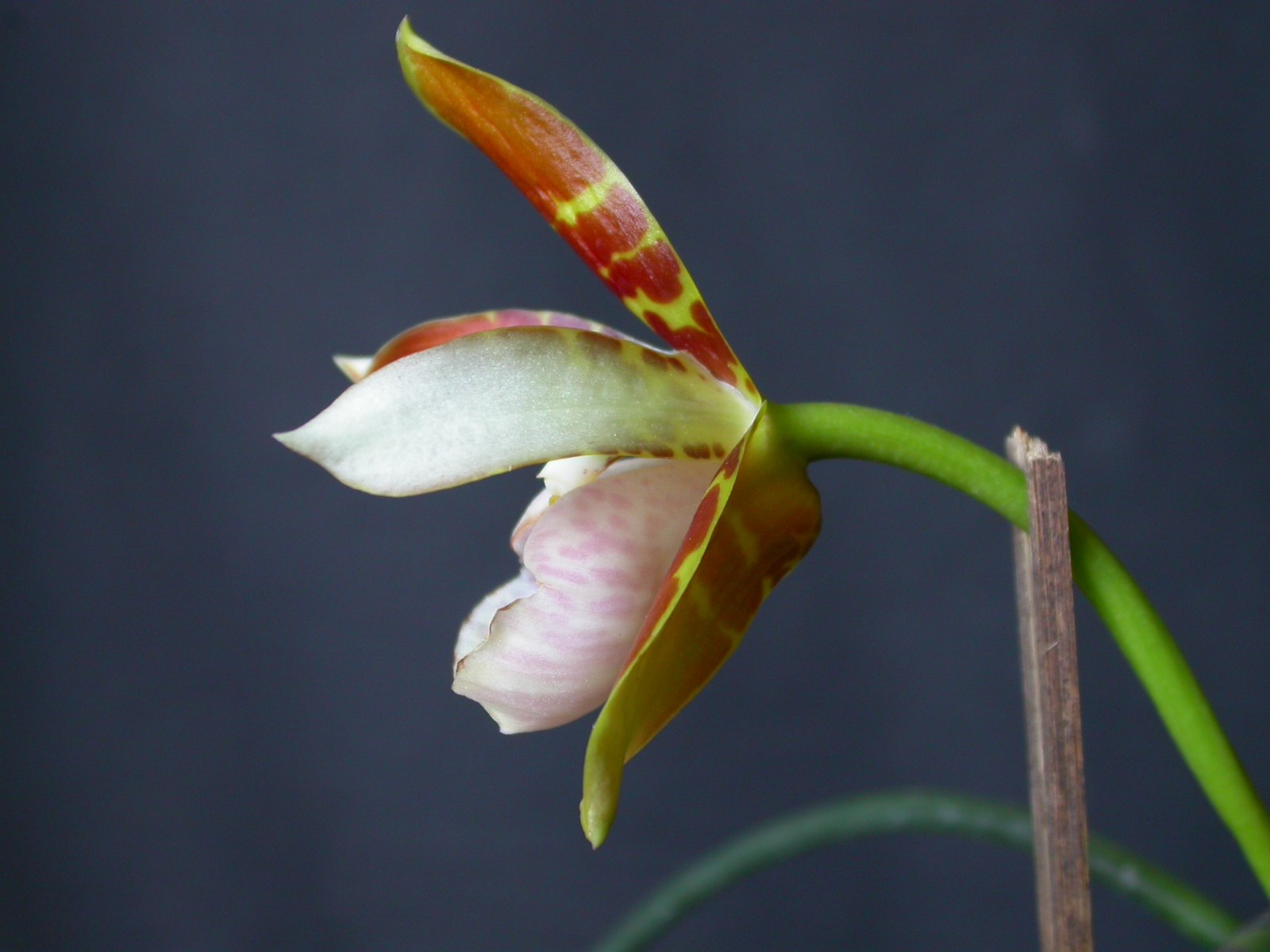
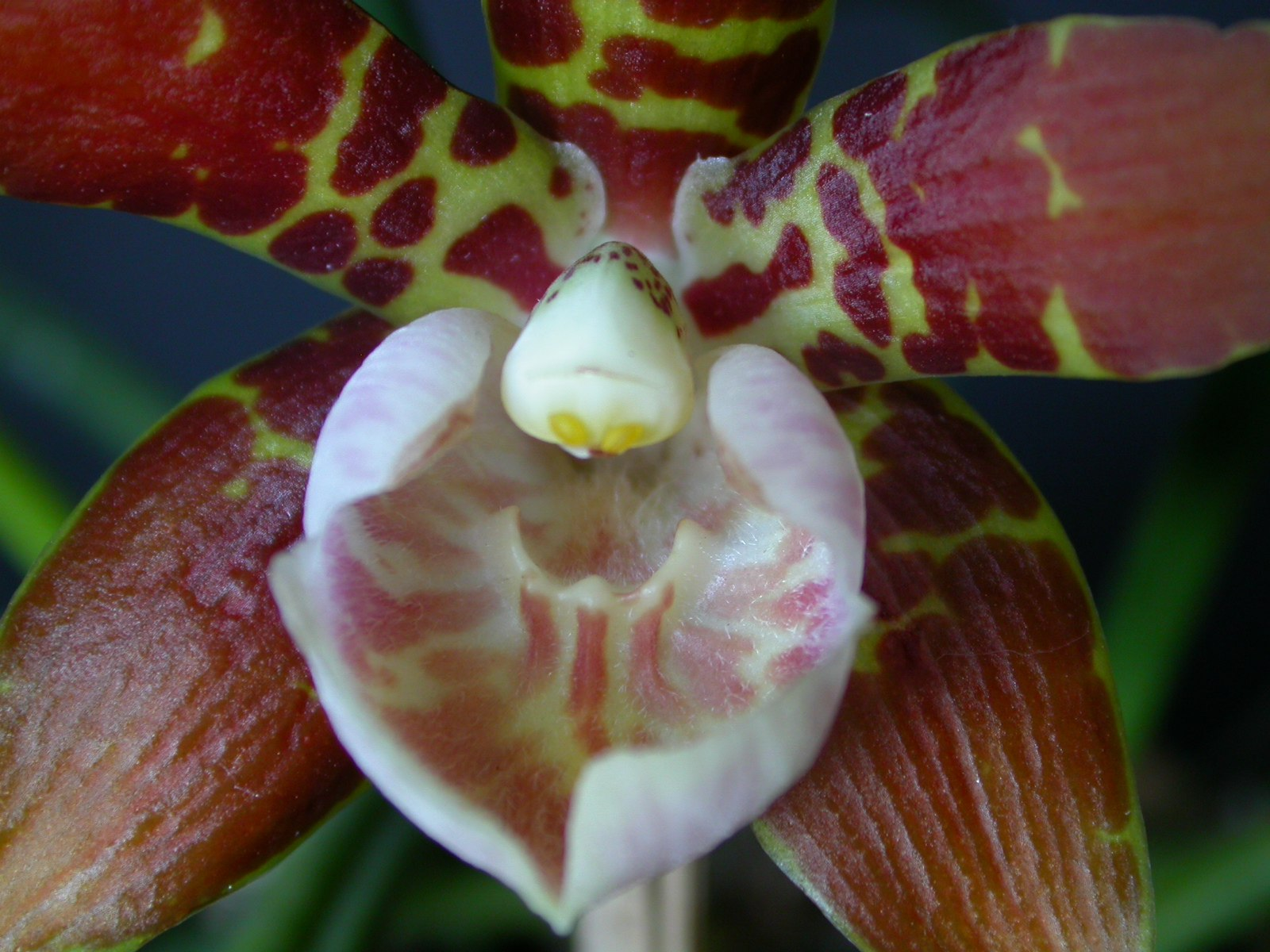